# 北海道道716号駒畠更別線

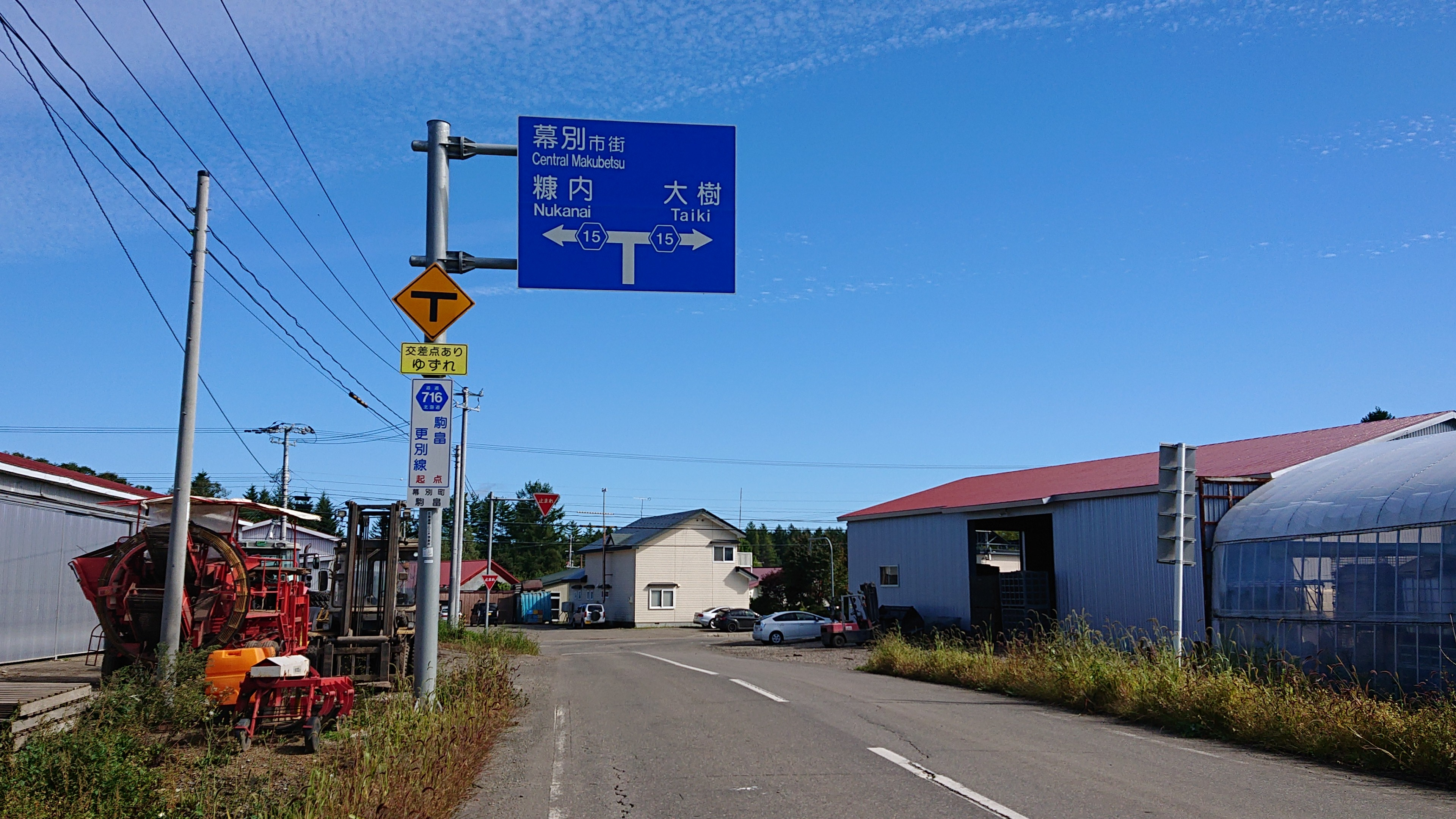
北海道道716号駒畠更別線（幕別町駒畠）

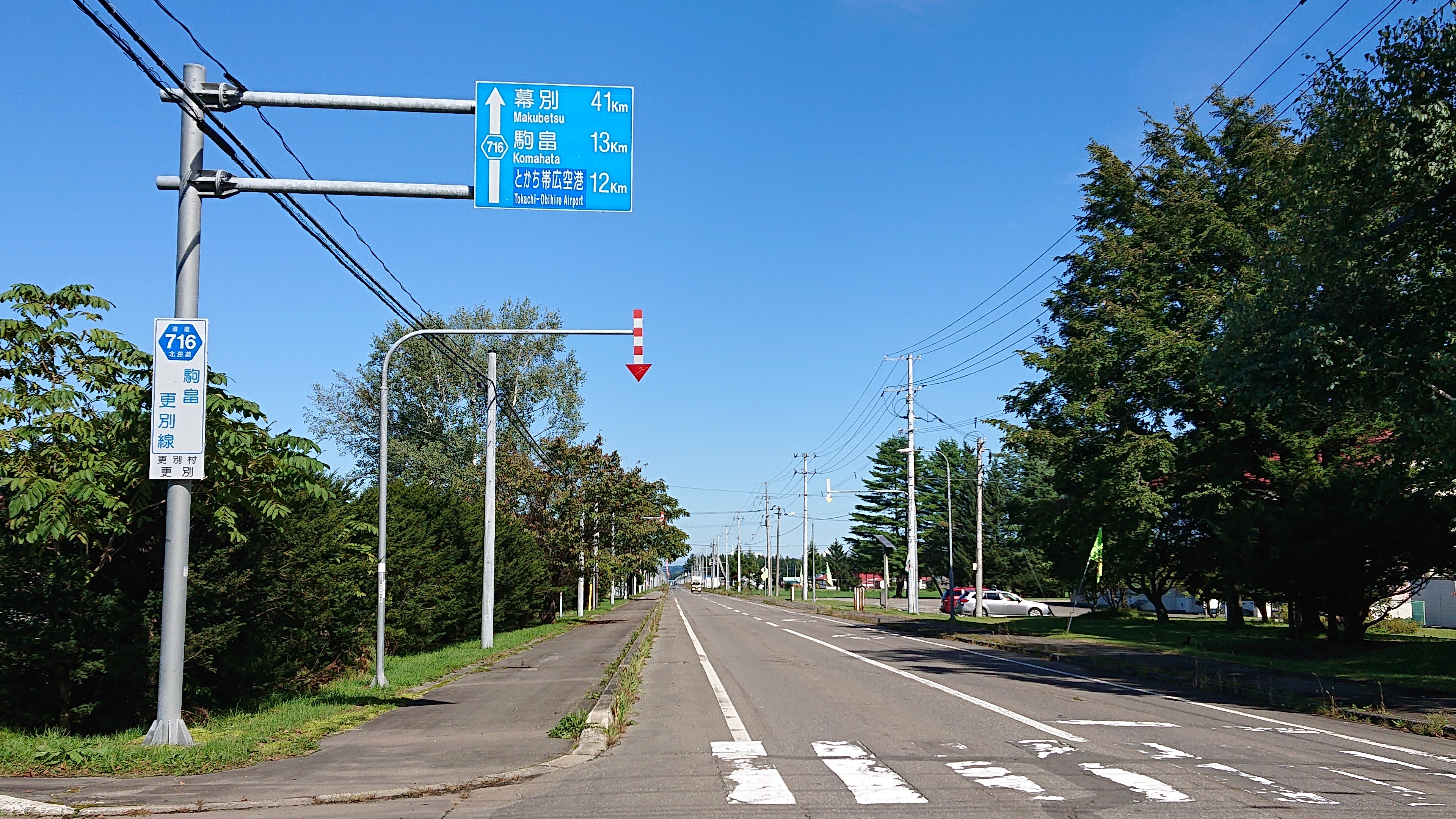
北海道道716号駒畠更別線（更別村更別）

北海道道716号駒畠更別線（ほっかいどうどう716ごう こまはたさらべつせん）は、北海道中川郡幕別町と河西郡更別村を結ぶ一般道道である。

## 概要

### 路線データ
- 起点：北海道中川郡幕別町駒畠（北海道道15号幕別大樹線交点）
- 終点：北海道河西郡更別村更別（帯広広尾自動車道更別IC ）
- 総距離：14.3 km

## 歴史
- 1971年（昭和46年）3月31日 - 路線認定[1]。
- 2011年（平成23年）3月25日 - 終点を更別インターチェンジまで延伸[2]。

## 路線状況

### 重複区間
更別村
- 更別 - 更別（北海道道470号更別停車場線）

## 地理

### 通過する自治体
- 十勝総合振興局
  - 中川郡幕別町
  - 河西郡更別村

### 主な接続道路
幕別町
- 北海道道15号幕別大樹線 - 駒畠（起点）

更別村
- 北海道道238号更別幕別線 - 更別
- 国道236号- 更別
- 北海道道470号更別停車場線 - 更別（重複）
- 帯広広尾自動車道更別IC - 更別南（終点）